# Огуль, Леонид Анатольевич
Леонид Анатольевич Огуль (род. 26 октября 1963 года, Астрахань, РСФСР, СССР) — российский государственный и политический деятель, депутат Государственной думы ФС РФ VI и VII созывов. Член Фракция «Единой России» в Государственной думе VII созыва|фракции «Единая Россия», заместитель председателя комитета Госдумы по охране здоровья. Заслуженный врач Российской Федерации, профессор, доктор медицинских наук
Из-за поддержки российско-украинской войны — под санкциями 27 стран ЕС, Великобритании, США, Канады, Швейцарии, Австралии, Японии, Украины, Новой Зеландии.

## Биография

### Образование
В 1981 году Леонид Огуль окончил школу № 35 в Трусовском районе Астрахани. После поступил в Астраханский государственный медицинский институт им. А. В. Луначарского (c 2014 — университет) на факультет педиатрии, в 1987 окончил вуз, получив квалификацию врача-педиатра. В 2004 году получил второе высшее образование на кафедре «Экономика и финансы» Российской академии государственной службы при президенте РФ (РАНХиГС) по специальности «финансы, налоги, кредит».
В 2008 году в Астраханской государственной медицинской академии (прежнее название Астраханского ГМУ) защитил диссертацию по теме «Показатели красной крови и антенатальных типов гемоглобина у недоношенных новорожденных детей». Леониду Огулю была присвоена степень кандидата медицинских наук.
В 2013 году Огуль защитил докторскую диссертацию по теме «Национальный проект „здоровье“ в родовом сертификате как решение медико-экономической проблемы инвестиций в человеческий капитал на этапе родовспоможения»
в Первом московском государственном медицинском университете им. И. М. Сеченова, ему присвоена учёная степень доктора медицинских наук.

### Медицинская карьера
В 1986—1987 годах работал фельдшером по приёму вызовов и передаче выездным бригадам в Городской клинической больнице скорой медицинской помощи. С 1987 по 1988 год работал во второй областной клинической больнице Астраханской области врачом-интерном по невропатологии.
С 1988 по 2004 год работал врачом-анестезиологом-реаниматологом в отделении детской реанимации клинического родильного дома № 2 (ныне МУЗ г. Астрахани «Клинический родильный дом»). В 2005 году был назначен главным врачом «Клинического родильного дом», работал в должности вплоть до избрания в Государственную думу в 2012 году.
В декабре 2020 года Леонид Огуль возглавил экспертный медицинский совет при губернаторе Астраханской области, в задачи которого входит в том числе борьба с коронавирусом. Ранее в октябре он предложил выдвинуть создателей первой в мире вакцины от коронавируса из Национального исследовательского центра эпидемиологии и микробиологии имени Н. Ф. Гамалеи на Нобелевскую премию.

### Работа в городском совете Астрахани и областной думе
3 декабря 2000 года избран депутатом городского совета Астрахани по избирательному округу № 15 (набрал 35,64 % голосов).
28 октября 2001 года Леонид Огуль стал депутатом Думы Астраханской области III созыва, прошёл по избирательному округу № 24 (выдвинут группой избирателей; набрал 35,51 %). 4 июля 2006 года избран в IV созыв областного парламента по тому же округу от партии «Единая Россия» (57,72 %). Полномочия исполнял на непостоянной основе, продолжая работать в «Клиническом родильном доме».
В июле 2006 года повторно избран депутатом Астраханской областной думы IV созыва по одномандатному избирательному округу № 24. Продолжал работать главврачом, в думе был первым заместителем председателя комитета по здравоохранению и социальному развитию.
В единый день голосования 4 декабря 2011 года Леонид Огуль одновременно баллотировался в Государственную думу VI созыва (четвёртый номер в региональной группе № 33, Астраханская область) и Думу Астраханской области V созыва. Был избран в областной парламент.

### Работа в Госдуме
В единый день голосования 4 декабря 2011 года Леонид Огуль одновременно баллотировался в Государственную думу VI созыва (четвёртый номер в региональной группе № 33, Астраханская область) и Думу Астраханской области V созыва. Был избран в областной парламент.
27 февраля 2012 года Центральная избирательная комиссия своим постановлением передала Леониду Огулю вакантный мандат депутата Госдумы: он освободился в связи с досрочным прекращением полномочий депутата Госдумы Сергея Боженова и должен был перейти действующему губернатору Астраханской области Александру Жилкину, но тот отказался. В Госдуме был членом партийной фракции, а также членом комитета по природным ресурсам, природопользованию и экологии.
В сентябре 2015 на выборах в парламент Астрахани Леонид Огуль возглавлял партийный список «Единой России». Партия набрала более 50 %, Огуль от мандата отказался.
В единый день голосования 18 сентября 2016 года баллотировался от партии «Единая Россия» в депутаты Госдумы VII созыва по Астраханскому одномандатному избирательному округу № 74. Опередил ближайшего соперника от партии «Справедливая Россия» Олега Шеина и был избран депутатом. В нижней палате Парламента вошёл в состав партийной фракции, был заместителем председателя комитета по охране здоровья.

#### Законотворческая деятельность
В 2011—2021 годах в течение исполнения полномочий депутата Государственной думы VI и VII созывов выступил соавтором и инициатором 116 законодательных законопроектов и поправок к федеральному законам. В Госдуме VI созыва Леонид Огуль проработал 41 инициативу, из них 28 обрели статус законов РФ и были подписаны президентом. В Госдуме VII созыва к январю 2021 года Огуль стал автором и соавтором 78 инициатив, из них 48 законопроектов (в том числе 6 из предыдущего созыва) стали законами, ещё 18 законопроектов находились на рассмотрении.
Большая часть законопроектов Огуля связана с медициной: закон о защите врачей, который вывел нападение на медиков в более тяжкую категорию преступлений с более жёстким наказанием; закон о паллиативной помощи, облегчающий положение больных и их близких; закон для людей с инвалидностью об электронных сертификатах на техсредства реабилитации; закон об иммунопрофилактике инфекционных болезней, расширяющий охват населения прививками; закон о регулировании оборота антибиотиков; закон, ограничивающий реорганизацию и ликвидацию медицинских организаций; закон, обязывающий работодателя отпускать сотрудников на диспансеризацию.
Часть законодательных инициатив связаны с пандемией коронавируса. Были приняты: закон, дающий правительству право ограничивать рост цен на лекарства; закон о дистанционной торговле лекарственными препаратами; законы об упрощенном получении пособий по безработице и для декретных; закон о правах дистанционных работников; также были упорядочены штрафы за нарушение карантина.
Ряд инициатив касались детства: Леонид Огуль был инициатором идеи перенести расходы лечения дорогих орфанных заболеваний на федеральный бюджет. В итоге под это был изменён налоговый кодекс, введена с 2021 года повышенная ставка подоходного налога (дополнительные 2 % налога НДФЛ для богатых россиян с доходами выше 5 млн рублей) и создан целевой фонд «Круг добра». Также был приняты поправки в закон об опеке, закон об усилении мер безопасности в детских лагерях отдыха, а также пакет законов об информационной безопасности детей, в том числе об уголовном наказании за склонение к суициду и создание «групп смерти». Также он разработал и предлагал внедрить в школах концепцию образовательную программы «Моё здоровье».
Отдельный пул законодательных инициатив Леонида Огуля касается борьбы с вредными привычками. Он стоял у истоков законопроектов о повышении штрафов за распространение насвая и снюса, и законопроект о запрете передачи коллекторам долгов по ЖКХ.
В вышедшем в 2021 году двенадцатом рейтинге эффективности работы российских парламентариев «Коэффициент полезности депутатов Государственной Думы» (КПДГД) Леонид Огуль занял 21-е место из 444 парламентариев.

## Международные санкции
23 февраля 2022 года внесён в санкционные списки стран Евросоюза за действия и политику, которые подрывают территориальную целостность, суверенитет и независимость Украины и еще больше дестабилизируют Украину.
24 февраля 2022 года включён в санкционный список Канады «близких соратников режима» за голосование о признании независимости «так называемых республик в Донецке и Луганске».
24 марта 2022 года, на фоне вторжения России на Украину, включён в санкционный список США за «соучастие в войне Путина» и «поддержку усилий Кремля по вторжению в Украину», Госдеп США заявил что депутаты Госдумы используют свои полномочия для преследования инакомыслящих и политических оппонентов, нарушают свободу информации, ограничивают права человека и основные свободы граждан России.
По аналогичным основаниям, с 11 марта 2022 года находится под санкциями Великобритании. С 25 февраля 2022 года находится под санкциями Швейцарии. С 26 февраля 2022 года находится под санкциями Австралии. С 12 апреля 2022 года находится под санкциями Японии. Указом президента Украины Владимира Зеленского от 7 сентября 2022 находится под санкциями Украины. С 3 мая 2022 года находится под санкциями Новой Зеландии.

## Награды
14 июня 2012 года Указом Президента Леониду Огулю присвоено звание «Заслуженного врача Российской Федерации».
- Медаль ордена «За заслуги перед Астраханской областью»[2]
- Благодарность правительства РФ (2019)[2].
- Почётная грамота Министерства труда и социального развития РФ[30]

## Семья
Женат, две дочери.